# Sandro Chia
Sandro Chia (Florencia, 20 de abril de 1946) es un pintor y escultor italiano, uno de los más destacados de la Transvanguardia y uno de los principales exponentes del arte postmoderno.

## Biografía
Nacido en Florencia en 1946, estudió en el Istituto d’Arte y en la Accademia di Belle Arti de Florencia, obteniendo su diploma en 1969. Después de graduarse, viajó por la India, Turquía y toda Europa, antes de establecerse en Roma en 1970.
Durante los años 70 se aleja del arte conceptual de moda en aquel momento y evoluciona hacia un estilo más figurativo. Entre septiembre de 1980 y agosto de 1981 obtiene una beca en la ciudad de Mönchengladbach, en Alemania, donde se traslada a trabajar por un año. Al año siguiente se encuentra en Nueva York, donde permanecerá durante más de dos decenios, con frecuentes viajes a Ronciglione primero, y luego Montalcino.
Miembro destacado del movimiento italiano de la Transvanguardia –junto a Francesco Clemente, Mimmo Paladino, Nicola De Maria y Enzo Cucchi–, su obra se ha expuesto en los más importantes museos y galerías del mundo, destacando su participación en las Bienales de París, São Paulo y Venecia. Entre sus más importantes exposiciones figuran la del Stedelijk Museum de Ámsterdam (1983), el Metropolitan Museum de Nueva York (1984), la Antigua Galería Nacional de Berlín de Berlín (1984, 1992), el Museo de Arte Moderno de París (1984); los museos de Düsseldorf (1984), Amberes (1989), Ciudad de México (1989), Palazzo Medici Riccardi en Florencia (1991), Karlsruhe (1992), Palm Springs (1993), Villa Médici en Roma (1995), Palazzo Reale de Milán (1997), el Boca Raton Museum of Art, Florida (1997), la Galleria Civica de Siena (1997), la Galleria Civica de Trento (2000), el Museo d'Arte de Rávena (2000), el Palazzo Pitti y el Museo Archeologico Nazionale de Florencia (2002); y, más recientemente, la Catedral de Sant’Agostino en Pietrasanta (2005).
Chia suele trabajar en formatos grandes, con fuerte colorido, utilizando todo tipo de técnicas. En su obra destaca el análisis y reutilización de la obra de artistas del pasado: en su obra En agua extraña y brillante un punto blanco salta y un dolor en su vuelo me afecta (1979), recibe la influencia del grabado de Max Ernst Una semana de bondad (1934); en El esclavo (1980) hace una simbiosis del Esclavo de Miguel Ángel y El nacimiento de Venus de Botticelli; en Génova (1980) superpone dos obras de Chagall y De Chirico; El rostro escandaloso (1981) se inspira igualmente en los maniquís de De Chirico. Chia pone especial énfasis en el título de sus obras, ya que es parte del mensaje que quiere transmitir; en ocasiones, incluso añade algún pequeño poema dentro del cuadro. Su obra es en parte autobiográfica, le gusta evocar momentos de su propia vida; su estilo es expresivo y teatral, destacando las figuras humanas de aspecto monumental, heroico.
En 2003, el Estado italiano adquirió tres importantes obras de su colección permanente del Senado de Italia en el Palazzo Madama, y en 2005, dos monumentales esculturas fueron adquiridas por la Provincia de Roma y colocadas delante de su sede en Via IV Novembre, Roma.
Actualmente vive entre Miami, Roma y Castello Romitorio, y tiene negocios de viticultura en Montalcino, donde se dedica a la producción de vinos de prestigio, entre los que se encuentra el mundialmente famoso vino Brunello.

## Obra seleccionada
- La pereza de Sísifo – MoMA, Nueva York.
- El acuario – Tate Gallery, Londres.
- Figuras nocturnas con lámpara, Setagaya Art Museum, Japón.
- Pergola, Fukuyama Museum of Art, Japón.
- Padre e hijo, Fukuyama Museum of Art, Japón.
- Solitario ángel alado con corazón, Museum of Art of Kōchi, Kōchi, Japón.
- Conejo para cenar, Stedelijk Museum, Ámsterdam.
- Es bello para el artificiero saltar con el propio fuego, Museum Boymans-van Beuningen, Róterdam.
- Chicos valientes en una balsa, Marx Collection, Neue Nationalgalerie, Berlín.
- La cocina de Dioniso, Marx Collection, Neue Nationalgalerie, Berlín.
- El rostro escandaloso, Kunsthalle Bielefeld, Bielefeld, (Alemania).
- Pasión por el arte, escultura de bronce en la Plaza Rathausplatz, Bielefeld (Alemania).
- Mesa de la paz, grupo escultórico en bronce, Tel Aviv Museum of Art, Tel Aviv (Israel).
- Sinfonía incompleta, Museo d’Arte Contemporanea, Rivoli, (Italia).
- Buen gobierno y Al servicio del ente público, Senato della Repubblica, Palazzo Madama, Roma.
- Solitario ángel alado, Biblioteca del Senato della Repubblica, Piazza della Minerva, Roma.
- Eneas y Europa, escultura en bronce, Palazzo Valentini, Roma.
- Rostros de Italia, mosaico, Ministero degli Affari Esteri, Roma.